# Векил
Векилът (на турски: vekil – „заместник“, „пълномощник“) е титла в Османската империя. 
Великият Везир носи титлата векил- и девлет (пълномощник на държавата). Векилът се избира от населението за пълномощник пред властта. През XIX век векилите ръководят разхвърлянето и събирането на данъците.